# Vlastimil Schildberger mladší
Vlastimil Schildberger mladší (29. dubna 1962 Brno – 8. prosince 2020 Brno) byl moravský historik, restaurátor a konzervátor, autor a spoluautor děl o událostech z druhé světové války a publikací z oboru historie střeleckých spolků. Byl členem Historického oddělení Moravského zemského muzea v Brně.

## Život
Jeho otcem byl Vlastimil Schildberger (1938–2016), historik a soudní znalec v oboru vojenské historie, zakladatel a vůdčí osobnost hnutí napoleonské historické rekonstrukce (reenactment), průkopník výzkumu havarovaných letounů (aeroarcheologie) v České republice.
Po otci zdědil zájem o vojenskou historii, věnoval se hledání válečných hrobů a nálezů artefaktů z druhé světové války. Byl aktivním členem Klubu vojenské historie v Brně, zakladatelem a velitelem Brněnského městského střeleckého sboru, který se stará o vojenské památky nejen v Brně, ale i v zahraničí.
Vyučil se v učebním oboru kovomodelář, v letech 1980–1983 navštěvoval Střední průmyslovou školu slévárenskou v Brně, v roce 1980 absolvoval nástavbový odborný kurz muzejních konzervátorů v Moravském zemském muzeu v Brně.
V letech 1980–1983 pracoval v pobočném závodě národního podniku Zetor v Brně-Líšni, od roku 1983 působil v Moravském zemském muzeu, nejdříve jako konzervátor ručních palných a chladných zbraní, později jako konzervátor, kurátor a zbrojíř Historického oddělení Moravského zemského muzea.

## Dílo
Velkou pozornost věnoval událostem druhé světové války, zvláště na Moravě a v Brně, připravil několik publikací o historii střeleckých sborů.

##### Monografie[4]
- Brno/Brünn 1939–1945. Roky nesvobody I., II. a III. díl, Brno 2011, 2012, 2013 – spolupráce
- 1. světová válka, Brno 2014 – spolupráce
- Osvobození jižní Moravy v roce 1945. 2. rozšířené vydání. Brno: BC Logia service, s r.o., 2021 – spolupráce[5]

##### Editorské práce
- Sborník k 200. výročí založení Brněnského měšťanského střeleckého sboru. 1798-1998, 2000[6]
- Střelecké spolky Moravy, Slezska a města Brna na přelomu 19. a 20. století. Sborník prací, 2004[7]

Spolupodílel se na přípravách projektů výstav Moravského zemského muzea:
- Dobrá trefa, 2004[8]
- Léta zkázy a naděje 1914–1918. Češi a Moravané na frontách Velké války a vznik ČSR, 2008–2009[9]
- V utrpení a boji… brněnští Židé v osudových momentech XX. století, 2012[10]
- Země vydává válečná svědectví, 2015–2016[11]